# Cvrčkovití
Cvrčkovití (Gryllidae) jsou zástupci hmyzu z řádu rovnokřídlých, patřící mezi kobylky.

## Výskyt v České a Slovenské republice
V České a Slovenské republice bylo zjištěno 7 rodů s osmi druhy:
- Nemobius sylvestris sylvestris, cvrček lesní
- Pteronemobius heydenii
- Acheta domesticus, cvrček domácí
- Eumodicogryllus bordigalensis bordigalensis
- Gryllus campestris, cvrček polní
- Melanogryllus desertus
- Modicogryllus frontalis
- Oecanthus pellucens pellucens, cvrčivec révový